# Армашешти (Валча)
Армашешти (рум. Armășești) насеље је у Румунији у округу Валча у општини Чернишоара. Oпштина се налази на надморској висини од 364 m.

## Становништво
Према подацима из 2002. године у насељу је живело 682 становника, од којих су сви румунске националности.